# لوکا فوسی
لوکا فوسی (به ایتالیایی: Luca Fusi) بازیکن فوتبال و اهل ایتالیا است که از سال ۱۹۸۸ میلادی عضو تیم ملی فوتبال ایتالیا بوده و در ۸ بازی ملی حضور داشته‌است. او در بازی‌های ملی‌اش گلی به ثمر نرساند.
لوکا فوسی آخرین بازی ملی خود را در سال ۱۹۹۲ میلادی انجام داد.